# Радіофікація
Радіофіка́ція — це система звукового мовлення, в якій звук (мова, музика) передається великій кількості слухачів (абонентам) за допомогою електричних коливань, що поширюються по дротових мереж (автономним, мовним або телефонним).

## Призначення
Головні переваги радіофікації — її висока економічність і надійність, висока якість передачі, простота в обігу з абонентським гучномовцем. Створення мережі вузлів і точок дротового мовлення дозволило використовувати радіомовлення як одне з найефективніших засобів масової інформації, освіти і виховання трудящих.
Перспектива розвитку радіофікації житлових будинків, громадських будівель і споруд  цієї системи пов'язана в основному з необхідністю оповіщення населення відповідно до вимог цивільної оборони. — це система оповіщення цивільної оборони у масштабі всієї країни, а не тільки система звукового мовлення новин і передач. наявність системи радіофікації є обов'язковою вимогою при здачі будинку в експлуатацію.
Основні якісні показники системи радіофікації: діапазон відтворюваних частот (50 — 10 000 Гц для міст і 100 — 6000 Гц для сільської місцевості при нерівномірності частотної характеристики <6 дб), коефіцієнт гармонік (<6% на нижчій частоті при номінальній напрузі в лінії), відношення сигнал / перешкода (не менше 50-55 дБ).

## Реалізація
Звуковий сигнал надходить на центральну підсилювальну станцію з центру надзвичайних ситуацій або через станцію міжміського телефонного зв'язку з обласного, або столичного центру МНС. У різних ділянках розподільної мережі номінальна (робоча) напруга різна: зазвичай 960 В — в магістральних фідерних лініях, 240 В — в розподільних фідерних лініях, 30 у — в абонентських лініях. Всі підсилювальні станції та трансформаторні підстанції крупних вузлів системи автоматизовані і управляються дистанційно з центральної підсилювальної станції. У менш великих містах і населених пунктах міського типу вузол радіофікації структурно може бути обмежений 3, 2 або 1 ланкою. Висока надійність роботи вузлів забезпечується резервуванням підсилювачів і живленням трансформаторних підстанцій по двом фідерам — від різних опорних підсилювальних станцій, а також системою локалізації ушкоджень у мережі.
Сигнал мовлення надходить на підсилювальну станцію в районному центрі з міжміського мовного каналу, існують також варіанти коли цей сигнал приймається радіоприймачем, встановленим на підсилювальної станції. Розподільна мережа радіомовлення будується таким чином, щоб до станції були приєднані фідерні лінії, за якими здійснюється трансляція в сусідні населені пункти. Найчастіше надійність ліній і якість звучання переданих програм погані. Тому в тих місцях, де можливий стійкий радіоприйом на УКХ-частотах, часто встановлюють сільські автоматизовані вузли САУ. У таких районах мовні програми беруть на станції таких же вузлів від найближчої передавальної радіостанції. За кодованим командам проводиться автоматичне включення і виключення вузлів, які передаються тією самою радіостанцією.
Розподільні мережі радіофікації в містах, як правило, повітряні і проходять над дахами будинків. Мережі виконуються із сталевих або біметалічних дротів. У сільській місцевості і міській місцевості використовують переважно повітряні провідні мережі, хоча існують і підземні кабельні.

## Історія
У ряді країн, таких як Німеччина, Італія, Швейцарія) в 30-х роках були створені системи радіофікації по телефонних мережах.

### Радіофікація в СРСР
Радіофікація в СРСР являла собою державну систему планомірного розвитку радіо- і дротового (кабельного) мережі мовлення, що забезпечувало цілодобову суспільно-політичну та культурно-просвітницьку інформатизацію населення. 
У містах СРСР система радіофікації почала впроваджуватися з 1925 року. 
У середині 20-х рр. радіотехнічною промисловістю випущені перші радіоприймачі для колективного слухання, які працювали на гучномовець і здійснювали прийом програм (повідомлень) в радіусі кількох сотень кілометрів від радіомовної станції; гучномовці для перших музичних приймачів; детекторні радіоприймачі з головними телефонами (навушниками), розраховані на індивідуальний прийом. 
Перші досліди дротового мовлення здійснені в Москві в 1924–25 роках. 
До кінця 1928 року приймальня радіомережа мала 127 трансляційних радіовузлів, які обслуговували 11,7 тис. радіоточок з гучномовцями і 9,4 тис. — з головними телефонами, 70 тис. радіоприймачів (головним чином детекторного типу). Провідна трансляційна мережа розвивалася в основному в містах; в сільській місцевості діяло 13,6% радіоточок, тому в 30-ті роки особлива увага приділялася радіофікації села. 
Створення мережі вузлів і точок дротового мовлення дозволило використовувати радіомовлення як одне з найефективніших засобів масової інформації, освіти і виховання громадян (до початку 1941 року налічувалося 11 тисяч трансляційних вузлів, близько 6 млн радіоточок). 
До 1946 року ця мережа (значна частина якої була знищена в роки радянсько-німецької війни) була майже повністю відновлена (9400 трансляційних вузлів, понад 5,6 млн радіоточок). 
З 50-х років радіопромисловості почала масовий випуск радіоприймачів і радіол (у 1957 р. в користуванні у населення було 16,5 млн приймачів, в 1967 — близько 40 млн, в 1974 — 55 млн); бурхливими темпами розширювалася мережа дротового мовлення (в 1950 — 9, 7 млн радіоточок, в 1966 — 35,6 млн, в 1974 — 57 млн). 
У 60-ті роки отримало розвиток 3-програмне дротове мовлення. У 1974 році понад 98% населення мало можливість слухати передачі дротового мовлення. Приймальня мережа дротового радіомовлення приймала програми центрального та місцевого радіомовлення на 67 мовах народів СРСР.